# Josypiwka (przystanek kolejowy)
Josypiwka (ukr. Йосипівка) – przystanek kolejowy w lasach, w rejonie korosteńskim, w obwodzie żytomierskim, na Ukrainie. Położony jest na linii Kijów – Korosteń – Kowel, w oddaleniu od osad ludzkich. Najbliższą miejscowością jest Josypiwka.